# Francesco Millesi
Francesco Millesi, detto Ciccio o Franco (Catania, 24 luglio 1980), è un ex calciatore italiano di ruolo centrocampista.

## Carriera

### Club
Ha iniziato a giocare nella squadra dell'oratorio dei Cappuccini di San Berillo.
È cresciuto nell'Atletico Catania, poi ha giocato con il Ragusa e l'Igea Virtus, prima di approdare nell'Avellino (stagione 2003-2004, Serie B) alla corte di Zdeněk Zeman.
Con gli irpini ha realizzato 3 gol nella fase iniziale del suo primo campionato. La stagione si conclude con la retrocessione in Serie C1, prontamente riscattata con una nuova promozione in Serie B battendo nella finale play-off il Napoli (0-0 a Napoli, 2-1 al Partenio).
Nella stagione 2005-2006 Millesi è alla terza stagione con l'Avellino, anche questa culminata con una retrocessione. I Lupi infatti perdono la gara di andata del play-out con l'AlbinoLeffe col risultato di 0-2 (gara disputata sul neutro di Perugia). Villesi, nel corso della partita, spinge l’arbitro, il signor Dino Telliconi beccandosi una squalifica di 10 giornate.
Nell'estate 2006, Millesi passa al Catania, squadra della sua città e neo-promossa in Serie A. Trova poco spazio, ma gli basta per fornire un assist vincente a Gionatha Spinesi contro l'Ascoli. A gennaio 2008 si trasferisce allo Spezia, andando subito a segno nella partita d'esordio persa per 3-2 a Bologna contro i felsinei.
Nell'estate 2008 torna a Catania.
Il 31 agosto 2009 viene ingaggiato dalla Salernitana.
Il 1º febbraio passa al Foggia. Nella squadra rossonera, dopo 3 anni a secco, riesce a segnare il suo primo gol al Pescara regalando la vittoria ai satenelli. La stagione termina con la salvezza, ma Millesi rimane svincolato.
Il 15 novembre 2010 viene ingaggiato dall'Avellino diventandone il capitano, anche per effetto delle diverse presenze collezionate in Irpinia. È tra i protagonisti della scalata dei biancoverdi dalla Lega Pro Seconda Divisione alla Serie B, fino a sfiorare i play-off nella stagione 2013-2014, al termine della quale lascia l'Avellino per la scadenza del contratto. È uno dei pochissimi calciatori ad avere indossato entrambe le maglie delle squadre di calcio professionistiche di Avellino, oltre a Simone Paolo Puleo, Raffaele Biancolino, Ivan Tisci, Stefano De Angelis e Marco Vianello.
Il 9 settembre 2014, svincolato, viene ingaggiato dall'Arezzo.
Il 21 gennaio 2015 passa a titolo definitivo all'Ischia Isolaverde. Il 31 gennaio, al suo esordio con la squadra campana, segna il primo gol con la nuova squadra, nella partita vinta 1-0 con il Martina.
A fine stagione rimane svincolato, viene poi ingaggiato dall'Acireale, in Eccellenza Sicilia 2015-2016, il 30 ottobre 2015. Ritiratosi dal calcio professionistico, nel gennaio 2017 viene ingaggiato dalla A.S.D. Calcio Biancavilla, squadra che milita nel girone B dell'Eccellenza Sicilia.

## Coinvolgimento nel calcioscommesse
Il 23 maggio 2016 viene indagato con l'accusa di partecipazione esterna ad associazione mafiosa nell'ambito di un'inchiesta della DDA di Napoli, secondo la quale un clan camorristico di Secondigliano avrebbe alterato i risultati di Modena-Avellino (1-0) del 17 marzo 2014 e di Avellino-Reggina (3-0) del 25 maggio 2014 grazie all'intervento diretto di Millesi, dell'ex centrocampista Luca Pini e del difensore Armando Izzo (anch'essi indagati). Il 3 marzo 2017 la Procura della Federcalcio richiede per lui sei anni di squalifica, con richiesta di preclusione, e ventimila euro di ammenda. Il 12 aprile viene condannato a cinque anni di squalifica e a 50.000 euro di ammenda; il 19 maggio la Corte Federale d'Appello riduce il periodo di stop a tre anni e ridetermina la sanzione economica in 20.000 €.
Il 12 marzo 2018 in via penale viene condannato a 1 anno di reclusione con rito abbreviato per il solo reato di frode sportiva e gli viene vietato l'accesso a luoghi dove si svolgono manifestazioni sportive per la durata di due anni.

## Statistiche

### Presenze e reti nei club
| Stagione        | Squadra           | Campionato      | Campionato | Campionato | Coppe nazionali | Coppe nazionali | Coppe nazionali | Coppe continentali | Coppe continentali | Coppe continentali | Altre coppe | Altre coppe | Altre coppe | Totale | Totale |
| Stagione        | Squadra           | Comp            | Pres       | Reti       | Comp            | Pres            | Reti            | Comp               | Pres               | Reti               | Comp        | Pres        | Reti        | Pres   | Reti   |
| --------------- | ----------------- | --------------- | ---------- | ---------- | --------------- | --------------- | --------------- | ------------------ | ------------------ | ------------------ | ----------- | ----------- | ----------- | ------ | ------ |
| 2003-2004       | Avellino          | B               | 24         | 2          | CI              | 1               | 0               | -                  | -                  | -                  | -           | -           | -           | 10     | 0      |
| 2004-2005       | Avellino          | C1              | 30         | 10         | CIC             | 0               | 0               | -                  | -                  | -                  | -           | -           | -           | 1      | 0      |
| 2005-2006       | Avellino          | B               | 35+2       | 4+2        | CI              | 0               | 0               | -                  | -                  | -                  | -           | -           | -           | 1      | 0      |
| 2006-2007       | Catania           | A               | 9          | 0          | CI              | 1               | 0               | -                  | -                  | -                  | -           | -           | -           | 10     | 0      |
| 2007-gen. 2008  | Catania           | A               | 1          | 0          | CI              | 0               | 0               | -                  | -                  | -                  | -           | -           | -           | 1      | 0      |
| gen.-giu. 2008  | Spezia            | B               | 15         | 3          | CI              | -               | -               | -                  | -                  | -                  | -           | -           | -           | 15     | 3      |
| 2008-2009       | Catania           | A               | 0          | 0          | CI              | 0               | 0               | -                  | -                  | -                  | -           | -           | -           | 0      | 0      |
| Totale Catania  | Totale Catania    | Totale Catania  | 10         | 0          |                 | 1               | 0               |                    | -                  | -                  |             | -           | -           | 11     | 0      |
| 2009-feb. 2010  | Salernitana       | B               | 7          | 0          | CI              | -               | -               | -                  | -                  | -                  | -           | -           | -           | 7      | 0      |
| feb.-giu. 2010  | Foggia            | 1D              | 12+2       | 1+1        | CI+CI-LP        | -               | -               | -                  | -                  | -                  | -           | -           | -           | 14     | 2      |
| nov. 2010-2011  | Avellino          | 2D              | 17+4       | 7+1        | CI-LP           | -               | -               | -                  | -                  | -                  | -           | -           | -           | 21     | 8      |
| 2011-2012       | Avellino          | 1D              | 27         | 4          | CI+CI-LP        | 2+0             | 0               | -                  | -                  | -                  | -           | -           | -           | 29     | 4      |
| 2012-2013       | Avellino          | 1D              | 25         | 1          | CI+CI-LP        | 2+2             | 0               | -                  | -                  | -                  | SL-PD       | 1           | 0           | 30     | 1      |
| 2013-2014       | Avellino          | B               | 21         | 0          | CI              | 3               | 0               | -                  | -                  | -                  | -           | -           | -           | 24     | 0      |
| Totale Avellino | Totale Avellino   | Totale Avellino | 179+6      | 26+3       |                 | 9               | 0               |                    | -                  | -                  |             | 1           | 0           | 194    | 29     |
| 2014-gen. 2015  | Arezzo            | LP              | 16         | 2          | CI-D            | -               | -               | -                  | -                  | -                  | -           | -           | -           | 16     | 2      |
| gen.-giu. 2015  | Ischia Isolaverde | LP              | 12+2       | 1+1        | CI-LP           | -               | -               | -                  | -                  | -                  | -           | -           | -           | 14     | 2      |
| nov. 2015       | Acireale          | ECC             | 8          | 3          |                 |                 |                 |                    |                    |                    |             |             |             | 8      | 3      |
| Totale carriera | Totale carriera   | Totale carriera | 251+10     | 33+3       |                 | 10              | 0               |                    | -                  | -                  |             | 1           | 0           | 280    | 36     |

## Palmarès

### Competizioni nazionali
- Lega Pro Prima Divisione: 1

Avellino: 2012-2013
- Supercoppa di Lega di Prima Divisione: 1

Avellino: 2013